# جوازيرو
جوازيرو هي مدينة من مدن البرازيل. يبلغ عدد سكانها 214718 نسمة وذلك حسب إحصائيات سنة 2010. يبلغ ارتفاع المدينة عن سطح البحر قرابة 1100 متر. تبلغ مساحتها 6500520 كم². تقع على خط عرض -9.43056 وخط طول -40.50278.

## توأمة
لجوازيرو اتفاقيات توأمة مع:
- سيوداد خواريز

## أعلام
- جواو جيلبيرتو
- بيتروس ماتيوس دوس سانتوس أراوخو
- رودريغو راموس
- أدريانو باردال
- داني ألفيس